# Helmstadt
Helmstadt è un comune tedesco di 2 637 abitanti, situato nel land della Baviera.